# Tersløsegård
Tersløsegård er en herregård der ligger i Tersløse Sogn på Vestsjælland. Gården var ejet af Ludvig Holberg omkring midten af 1700-tallet. Holberg testamenterede Brorupgaard og Tersløsegaard til Sorø Akademi. Han udvidede gården i 1748 og indrettede et enkesæde med fri bol. Efter gennem mange år at have forbedret gården og ejendommen udtalte han: "Jeg har givet et råt og uformeligt kaos en vis skikkelse og forbedret mine bønders kår, som fordum sukkede under svært åg."

## Ejere af Tersløsegård
- (1290-1305) Anders Knudsen Grosøn
- (1305-1320) Jens Grubbe
- (1320-1382) Slægten Grubbe
- (1382-1408) Johannes Tuesen
- (1408-1411) Johan Bryske
- (1411-1421) Niels Grubbe
- (1421-1461) Anne Nielsdatter Grubbe gift Passow
- (1461-1465) Anders Jensen Passow
- (1465-1480) Christoffer Andersen Passow
- (1480-1499) Anders Christoffersen Passow
- (1499-1505) Niels Andersen
- (1505-1510) Anne Andersdatter Passow gift Andersen
- (1510-1536) Roskilde Bispestol
- (1536-1570) Mads Eriksen Bølle
- (1570-1604) Kirsten Madsdatter Bølle
- (1604-1620) Steen Brahe
- (1620-1651) Otto Brahe
- (1651-1668) Henrik Ottesen Lindenov
- (1668-1683) Henrik Bielke
- (1683-1720) Poul von Klingenberg
- (1720-1737) Alexander Thielemann von Heespen
- (1737-1743) Enkefru Frederikke von Heespen, født von Klingenberg
- (1743-1745) Johannes Christensen
- (1745-1754) Ludvig Holberg
- (1754-1861) Sorø Akademi
- (1861-1890) Georg Grüner
- (1890-1917) G.F.R. Grüner m.fl.
- (1917-) Den Holbergske Stiftelse Tersløsegaard

## Udbygninger
- (1300) Middelalderlige kældre bevaret
- (1737) Hovedfløjen opført
- (ca. 1740) Sidefløjene opført
- (1915) Restaurering ved Martin Nyrop